# Domenico Farinati
Domenico Farinati (Verona, 27 marzo 1857 – Verona, 22 maggio 1942) è stato un organaro italiano.

## Biografia
Domenico appartenne ad una famiglia di organari di cui fu il capostipite: figlio di Domenico (morto il 16 ottobre 1856) e di Teresa Baron, fu allievo e collaboratore dell'organaro inglese William George Trice (1847-1918), uno degli organari aderenti alla riforma ceciliana.
Dopo gli anni di attività come apprendistato a Genova con il Trice, nel 1898 Farinati avviò una propria fabbrica, pur continuando a fare manutenzione agli strumenti costruiti dal suo maestro.
Dalla sua fabbrica uscirono quasi una cinquantina di strumenti, destinati per lo più ai luoghi di culto della diocesi di Verona, magistralmente costruiti a trasmissione meccanicopneumatica o interamente pneumatica, di concezione "ceciliana".
Anche se in linea con le idee tecniche del maestro inglese, Farinati seppe anche introdurre elementi innovativi sia per quanto riguarda la meccanica sia per il sistema fonico.
Tra i suoi organi si possono menzionare quelli installati a: Parona, villa S. Dionigi (1895); Piovezzano (1898); Asparetto (1901); Caprino Veronese (1903); Caldiero (1907); Quinzano (1908 e 1939); Verona, cattedrale (1909); San Giovanni Lupatoto (1911); Baruchella (1912); Fumane (1914); Salizzole (1914); Isola Rizza (1922); Chievo (1923); Minerbe (1924); Mambrotta (1926); Villafontana (1928); Selva di Progno (1931); San Zeno di Montagna, Istituto "Don Calabria" (1936).
Farinati morì a Verona il 22 maggio 1942.

## Organi
- Parona, villa S. Dionigi (1895);
- Piovezzano (1898);
- Asparetto (1901);
- Caprino Veronese (1903);
- Caldiero (1907);
- Quinzano (1908 e 1939);
- Verona, duomo di Verona (1909);
- San Giovanni Lupatoto (1911);
- Baruchella (1912);
- Fumane (1914);
- Salizzole (1914);
- Isola Rizza (1922);
- Chievo (1923);
- Minerbe (1924);
- Mambrotta (1926);
- Villafontana (1928);
- Selva di Progno (1931);
- San Zeno di Montagna, Istituto "Don Calabria" (1936).